# Alepes djedaba
Alepes djedaba (Forsskål, 1775), noto in italiano come carango indopacifico, è un pesce osseo marino appartenente alla famiglia Carangidae.

## Descrizione
Questa specie ha corpo ovale piuttosto alto e compresso lateralmente. Le pinne dorsali sono due, la prima breve e triangolare, la seconda lunga con un lobo rilevato anteriore. La pinna anale è simile alla seconda dorsale, ha due raggi spinosi anteriori staccati dal resto della pinna. La pinna caudale è forcuta. La linea laterale ha un'evidente curva verso il basso all'altezza della pinna pettorale. Lungo la linea laterale le scaglie sono ingrandite (scutelli), in particolare nella parte posteriore. La colorazione è grigiastra sul dorso e bianca sul ventre. La parte posteriore della linea laterale e la pinna caudale sono gialle. La taglia massima raggiunge i 40 cm ma normalmente non supera i 25.

## Distribuzione e habitat
Questa specie si incontra nell'Indo-Pacifico tropicale compreso il mar Rosso. Attraverso la migrazione lessepsiana si è stabilito nel mar Mediterraneo orientale dove è diffuso soprattutto lungo le coste egiziane, israeliane e libanesi dove è molto comune. Fa vita pelagica ma sempre vicino alle coste, specialmente quelle scogliose. Frequenta spesso le acque torbide.

## Biologia
Forma banchi.

### Alimentazione
Nel Mediterraneo si nutre soprattutto di pesci, nell'areale originale cattura anche crostacei.

### Riproduzione
Le uova sono pelagiche.

## Pesca
Ha una certa importanza per la pesca commerciale. Viene catturata, anche in grandi quantità, con reti da posta e reti da circuizione.